# Barre (New York)
Pour les articles homonymes, voir Barre.
Barre est une ville du comté d'Orleans, dans l'État de New York, aux États-Unis,. En 2010, elle comptait une population de 2 025 habitants.

## Démographie
Lors du recensement de 2010, la ville comptait une population de 2 025 habitants, tandis qu'en 2016, elle est estimée à 1 921 habitants.